# 城堡广场 (都灵)

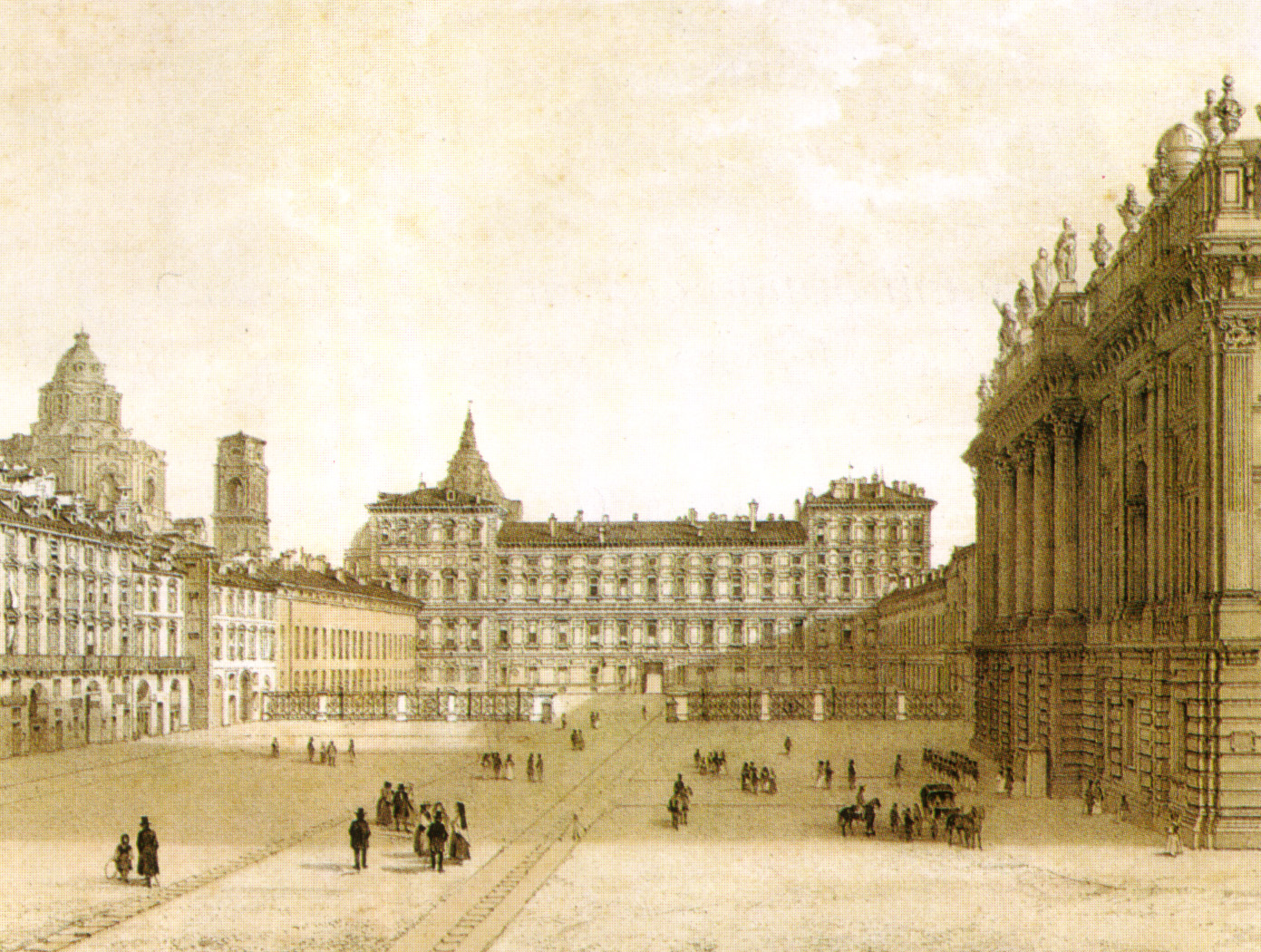
城堡广场

城堡广场（英語：Piazza Castello）是意大利都灵的主要广场，位于该市的历史中心，周围有一些重要的公共建筑，如王宫和夫人宫。城堡广场汇聚了都灵的4条主要街道:加里波第街（步行）、波河街、罗马街和皮亚托·米卡街。
在2006年冬季奥林匹克运动会和2006年冬季残奥会期间，该广场更名为奖章广场（la Piazza delle Medaglie）。